# Pohorská louka
Pohorská louka je přírodní památka poblíž obce Pohora, která je součástí Horního Štěpánova v okrese Prostějov. Území spravuje Krajský úřad Olomouckého kraje.

## Předmět ochrany
Důvodem ochrany jsou mokřadní louky s cennými společenstvy rašelinných luk, komplex mokřadních biotopů.

## Flóra
V lokalitě roste hladýš pruský (Laserpitium prutenicum), upolín nejvyšší (Trollius altissimus), kosatec sibiřský (Iris sibirica), ostřice příbuzná či ostřice stinná (Carex umbrosa).

## Fauna
V přírodní památce se vyskytuje ropucha obecná (Bufo bufo), zmije obecná (Vipera berus), užovka obojková (Natrix natrix) nebo chřástal polní (Crex crex).

## Vodstvo
Údolíčkem protéká potok Podhora, v lokalitě se nachází malý rybníček, další rybník je západně od přírodní památky.

## Geologie
Podloží je tvořeno kulmskými horninami, nad nimi se nacházejí gleje.

## Fotogalerie

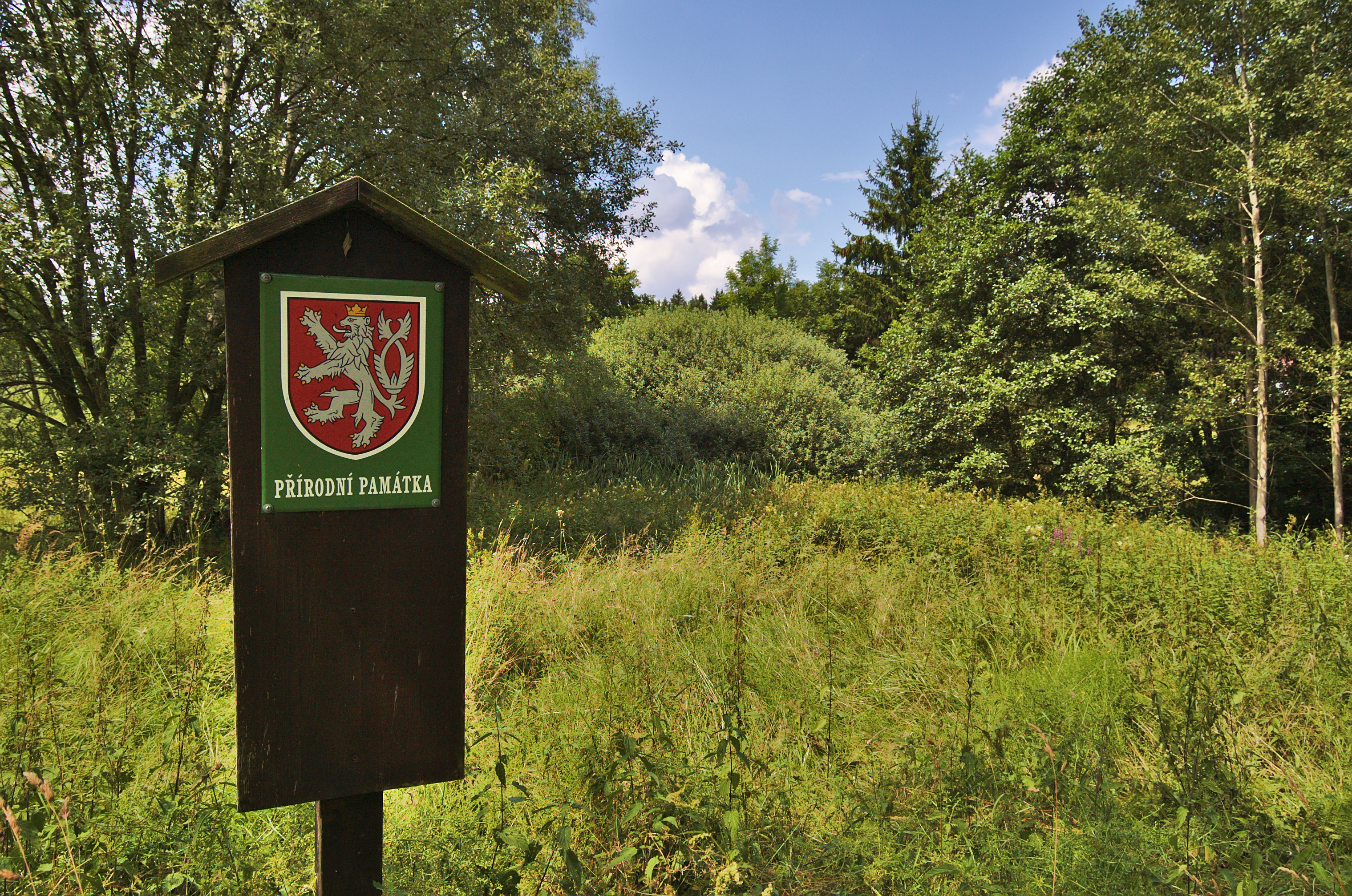
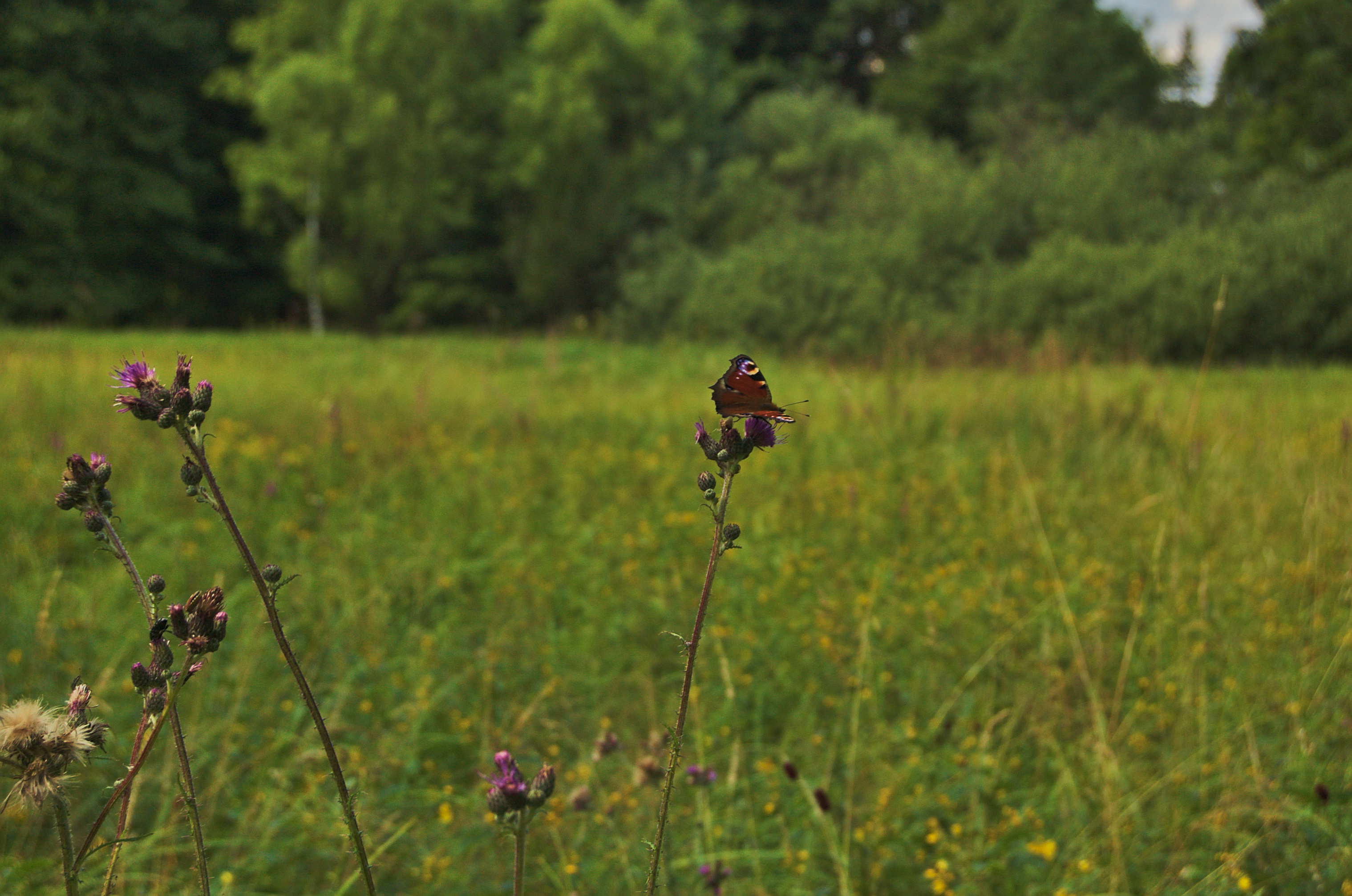
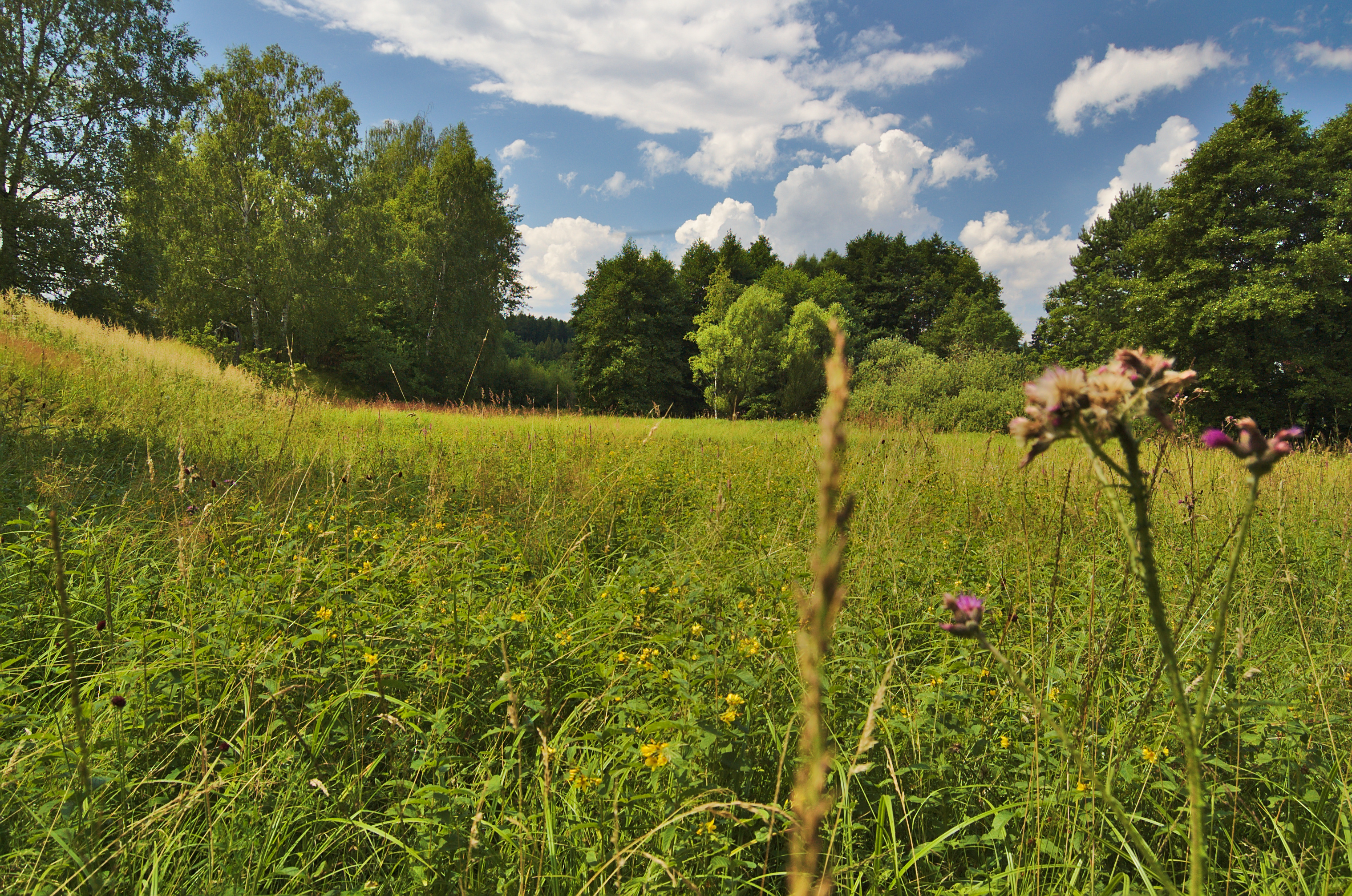
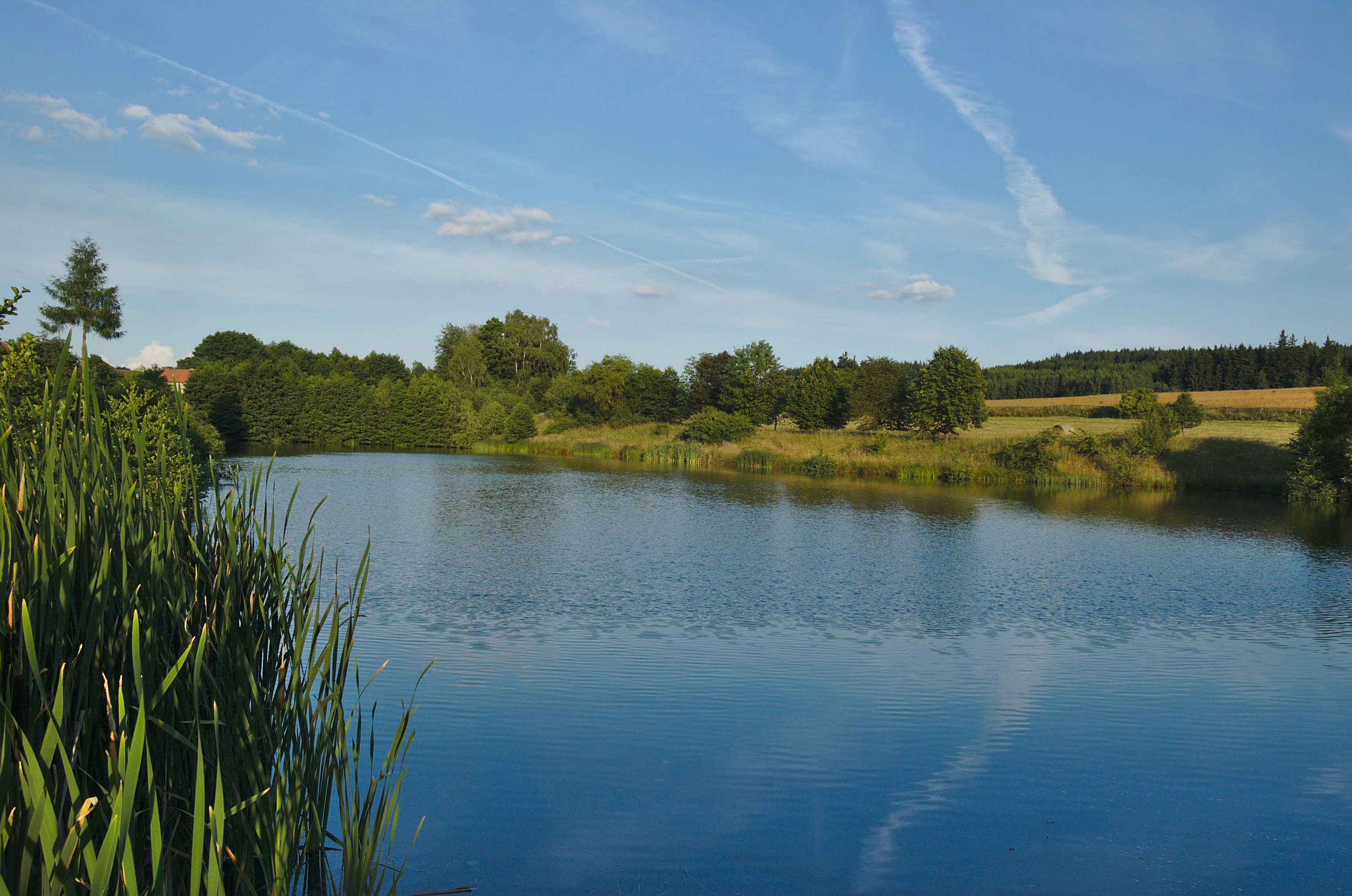
Rybník za přírodní památkou